# Daniele Tailli
Daniele Tailli, né le 24 juillet 1993 à Rome en Italie, est un joueur italien de volley-ball. Il mesure 1,94 m et joue libero.

## Clubs
| Club              | De        | À         |
| ----------------- | --------- | --------- |
| Top Volley Latina | 2011-2012 | 2011-2012 |
| Pallavolo Olbia   | 2012-2013 | 2012-2013 |
| Top Volley Latina | 2013-2014 | ...       |

## Palmarès
- Championnat d'Europe des moins de 21 ans (1)
  - Vainqueur : 2012
- Challenge Cup
  - Finaliste : 2014